# محوطه رحیم‌آباد
محوطه رحیم آباد مربوط به دوران‌های تاریخی پس از اسلام است و در شهرستان بوئین‌زهرا، بخش مرکزی، روستای رحیم آباد واقع شده و این اثر در تاریخ ۲۵ اسفند ۱۳۸۰ با شمارهٔ ثبت ۵۴۵۴ به‌عنوان یکی از آثار ملی ایران به ثبت رسیده است.